# Stan Lee
Stan Lee (Nova York, 28 de desembre de 1922 – Los Angeles, 12 de novembre de 2018) fou un escriptor, guionista (com a mínim dialoguista), actor ocasional, editor i productor estatunidenc, cocreador de superherois clàssics de Marvel Comics en la dècada del 1960, quasi tots amb Jack Kirby, com els 4 Fantàstics, Hulk, els X-Men originals, Thor i els Venjadors; amb Steve Ditko, Spiderman; i, amb Bill Everett, Daredevil. Stan Lee introduí així la complexitat de caràcter i personalitat en el món del gènere superheroic. A més a més va ser durant anys el cap de Marvel Comics.

## Biografia
Nascut el 28 de desembre de 1922 en un pis llogat prop de Central Park, Stanley Martin Lieber era el primogènit d'un matrimoni d'immigrants jueus romanesos; poc després, la família es veié obligada a mudar-se més al nord de Manhattan durant la gran depressió de 1929.
Sa mare, Celia Solomon, fon la primera en aplaudir les dots artístiques del jove Stanley: aficionat a la literatura i a les pel·lícules d'Errol Flynn, el jove Stanley rebé la influència d'escriptors clàssics com William Shakespeare, Charles Dickens, Mark Twain, Edgar Allan Poe i Franklin W. Dixon o els polítics Franklin Delano Roosevelt i Winston Churchill, però també la del seu mestre d'escola, del qual recorda com interrompia la classe per a contar històries d'un jugador de beisbol fictici. Per això, Lee va decidir que «d'escriure alguna cosa, la faria divertida per als lectors.»
Quan Lee tenia vuit anys va néixer el seu únic germà, Larry Lieber. Les mudances van continuar, portant-los a viure al Bronx, on Lee va cursar la secundària. Ja en aquesta època era un lector voraç i un escriptor aficionat, i fins i tot va arribar a treballar escrivint necrològiques per a una agència de notícies i ressenyes de premsa per al National Tuberculosis Center, entre moltes altres feines.
El 1939, amb 16 anys, es va graduar. El seu oncle Robbie Solomon era el cunyat de l'editor de revistes pulp i còmics Martin Goodman, gràcies a la qual cosa Lee va entrar d'assistent a la nova divisió de la companyia de Goodman: Timely Comics (anys després, a la dècada dels 60, Timely es va convertir en Marvel Comics). L'editor, Joe Simon, el va contractar, tot i que no és clar com va anar: a la seva biografia Excelsior! The Amazing Life of Stan Lee diu que va ser pel seu oncle que va començar tot; però en algunes conferències ha dit que va veure un anunci al diari i que ni tan sols sabia que publicaven còmics.
El 1941 es va publicar el primer treball del jove Stanley Lieber: Captain America Foils the Traitor's Revenge, al número 3 de Captain America Comics. Ja utilitza el pseudònim de Stan Lee. Segons ha confessat en alguna ocasió, la seva intenció era mantenir el seu nom real per a propòsits més "literaris". Pel que fa al còmic en qüestió, Lee va introduir-hi el famós escut del Capità, tota una icona del personatge.
Aquest mateix any Lee ja va crear el seu primer personatge: Destroyer, al número 6 de Mystic Comics, corresponent a l'agost de 1941. El mateix mes van aparèixer Father Time a Captain America Comics i Jack Frost a USA Comics.
Pocs mesos després una baralla entre Goodman i Simon acaba amb la dimissió d'aquest i del seu segon, Jack Kirby, i Goodman nomena Lee, amb només 19 anys, nou editor. El seu talent pels negocis va resultar ser tan gran que es va mantenir al càrrec fins que el 1972 succeí Goodman.
El 1942 Lee va ingressar a l'exèrcit, on es dedicà a escriure manuals i eslògans i a dibuixar. Durant la Segona Guerra Mundial, Lee va servir en el Cos de Senyalització, on es dedicava a escriure manuals d'instrucció i a guionitzar pel·lícules d'entrenament: com a tal, fou un dels nou reclutes junt amb William Saroyan en ser classificat per l'exèrcit com a «dramaturg».
El 5 de desembre de 1947 es va casar amb Joan Clayton, amb qui el 1950 va tenir una filla, la Joan Celia, "J.C.". El 1953 van tenir una altra filla, Jan, que va morir al cap de tres dies.
Els anys 50, quan la companyia era coneguda com a Atlas Comics, Lee va editar històries de tots els gèneres, des de terror fins a western, passant pel romàntic i la ciència-ficció. Això el va portar a un desencant amb la seva trajectòria fins a plantejar-se, a la fi de la dècada, abandonar. Però aleshores va arribar el que s'anomena la «Revolució Marvel».

### Revolució Marvel
L'èxit de DC Comics a final dels anys 1950 amb els còmics de Flash i la Lliga de la Justícia van fer que Goodman encarregués a Lee de crear un altre "súper equip". Paral·lelament, la dona de Lee l'animava a escriure el que realment l'interessava. I Jack Kirby li proposava crear superherois amb problemes que no poguessin resoldre amb els seus poders, problemes com ara de diners o de relacions personals. El resultat van ser Els 4 Fantàstics.
L'èxit immediat i absolut del grup va fer que els seus creadors comencessin a treure tota una nova sèrie de personatges. Amb el mateix Kirby, Lee va crear Hulk, Iron Man, Thor i X-Men; amb Bill Everett el Daredevil; i amb Steve Ditko el personatge més famós de la Marvel: Spiderman.

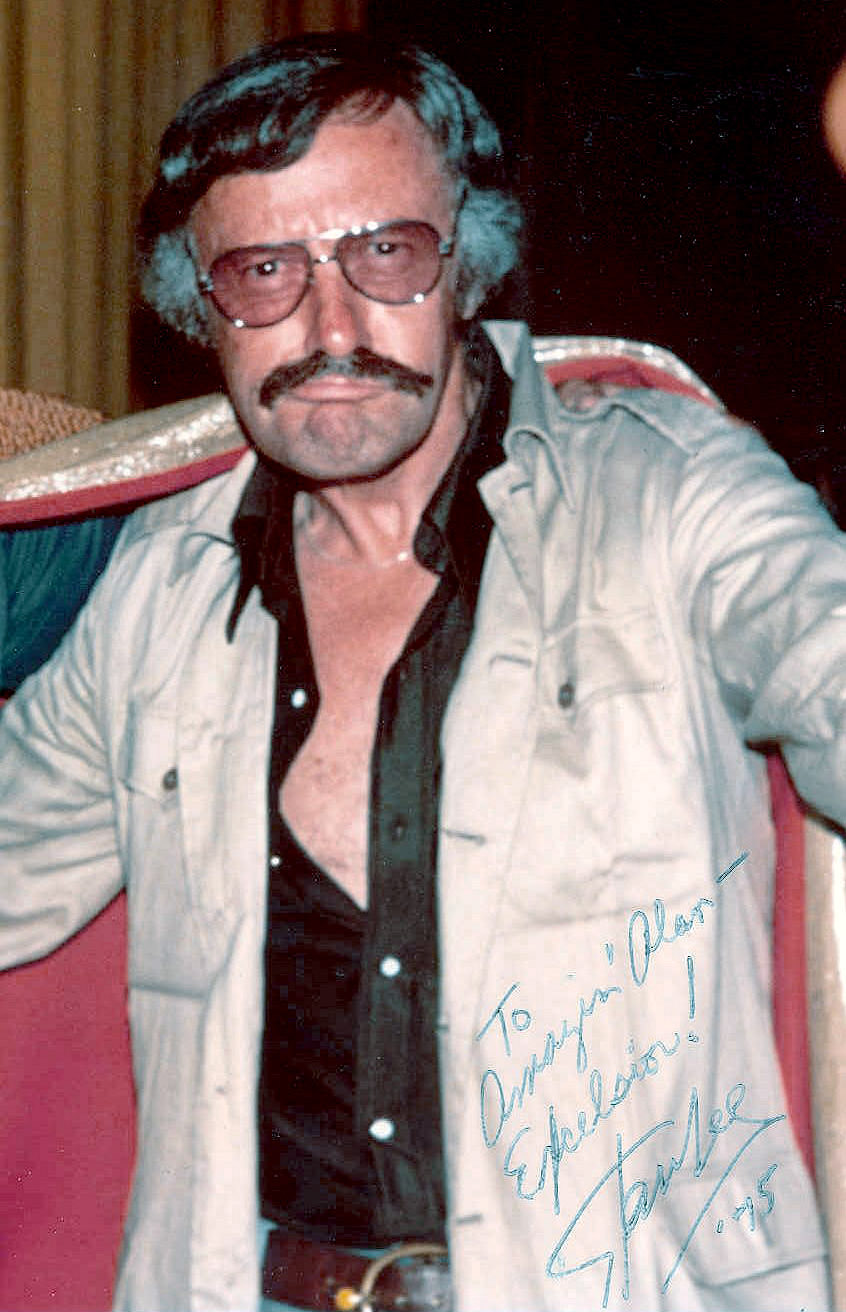
Foto autografiada a San Diego (1973).

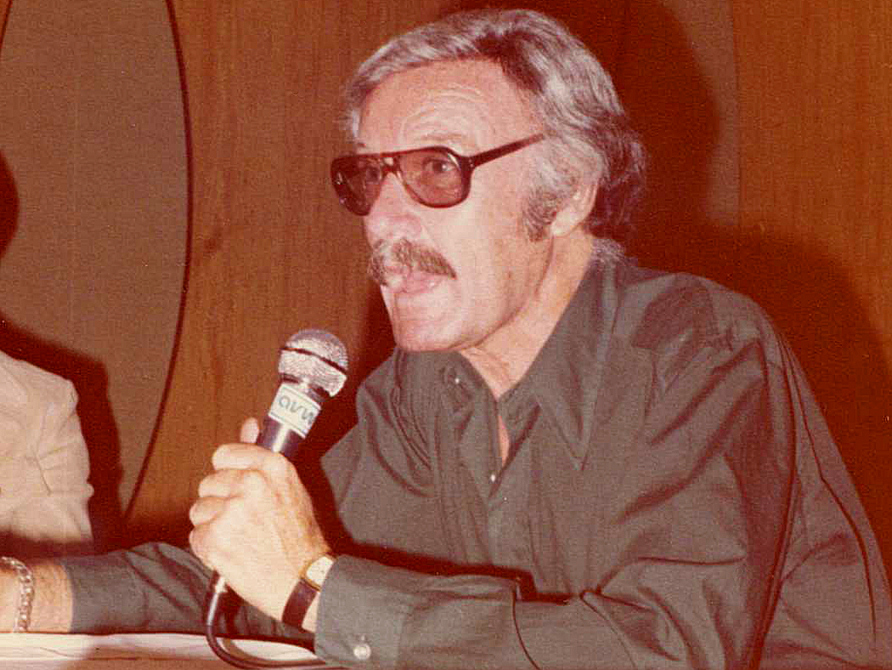
En una convenció, cap a 1980.

També se li sol atribuir la co-creació del Doctor Strange, juntament amb Ditko, però la participació de Lee és més dubtosa. El 1963 Lee reconeixia en una carta al gran aficionat Dr. Jerry Bails que era una idea de Ditko:
| « | (anglès) Well, we have a new character in the works for Strange Tales (just a 5-page filler named Dr. Strange) Steve Ditko is gonna draw him. It has sort of a black magic theme. The first story is nothing great, but perhaps we can make something of him-- 'twas Steve's idea and I figured we'd give it a chance, although again, we had to rush the first one too much. Little sidelight: Originally decided to call him Mr. Strange, but thought the "Mr." bit too similar to Mr. Fantastic -- now, however, I remember we had a villain called Dr. Strange just recently in one of our mags, hope it won't be too confusing! | (català) Bé, tenim un nou personatge en curs per a Strange Tales (només per un farciment de cinc pàgines anomenat Dr. Strange) que dibuixarà Steve Ditko. Té una mena de tema de màgia negra. La primera història no és gens fantàstica, però potser podem fer alguna cosa amb ell. ”Va ser idea de Steve i jo pensava que li donaríem una oportunitat, tot i que, de nou, havíem d'afanyar-nos massa per la primera. Una mica d'informació addicional: originalment vam decidir anomenar-lo Mr. Strange, però va pensar que el "Mr." era una mica massa similar a Mr. Fantàstic - Ara, però, recordo que vam tenir un malvat anomenat Dr. Strange recentment en una de les nostres revistes, espero que no sigui massa confús! | » |

Però la revolució Marvel va anar més enllà dels personatges, tractant la mateixa relació entre els lectors (la comunitat de fans) i l'autor. Va ser Lee qui va introduir una pràctica avui molt habitual, com és la d'incloure en la splash page inicial un rètol amb els noms, no només del guionista i el dibuixant, sinó també de l'entintador i el retolista. A més, cada publicació incloïa notícies sobre l'entorn Marvel en un estil amistós i senzill.
Durant aquesta dècada dels 60, Lee va estar implicat en la creació de la major part de les sèries de Marvel. A més a més, feia de moderador en la secció de cartes dels lectors, i va escriure una columna mensual anomenada Stan's Soapbox.
Lee va utilitzar un sistema de creació, no inventat per ell, però sí popularitzat, que degut al seu èxit va passar a anomenar-se el "sistema Marvel": consistia teóricament en la creació d'una idea original entre Lee i el dibuixant que, posteriorment, Lee redactava en una breu sinopsi (més que no pas un guió) pel seu compte; d'acord amb aquesta sinopsi, el dibuixant feia les pàgines que hagués de tenir la història; a continuació, Lee hi escrivia els globus; i, finalment, s'entintava i s'hi donava color, si era el cas. És a dir, que ambdós creadors eren co-guionistes. No obstant, hi ha dubtes de la participació de Lee fins i tot en la sinopsis i el seu veritable paper en la creació de molts dels personatges. Ningú discuteix que Lee era el director de les publicacions (en anglès editor) i que escrivia els diàlegs.
Una conseqüència d'aquesta forma de treballar és que el crèdit de molts dels còmics Marvel de l'època està força discutit, i que molts historiadors considerin que autors com Ditko o Kirby no van ser tan reconeguts com mereixien. Com a exemple, hi ha la disputa pel personatge de Spiderman entre Lee i Ditko, que de moment sembla haver acabat amb el reconeixement de la co-creació del personatge als crèdits de les pel·lícules de Sam Raimi.
L'ambició i la propensió de Lee a l'autopromoció mentre feia girar la seva llegenda personal, però, sovint veia disminuir o esborrar els esforços dels seus col·laboradors creatius. Molts dels col·laboradors artístics de Lee van ser efectivament coescriptors de totes les seves històries gràcies al "mètode Marvel". Això s’ha convertit en una abreviatura de la indústria del còmic com una manera de descriure la pressió per publicar el màxim nombre de còmics possible; els artistes que dibuixaven els títols sovint treballaven a partir de trames vagues en lloc de guions complets, decidint per ells mateixos què i quant es veia a cada pàgina. Malgrat les seves contribucions, poques vegades es va reconèixer a aquests artistes que feien els arguemtns als crèdits dels còmics. A mesura que els personatges van créixer en popularitat, es va convertir en un problema per a aquells artistes que no eren reconeguts per les seves contribucions.
Stan, en virtut de ser editor i escriptor de la línia, a més de ser un carismàtic company, es va convertir en la cara de Marvel. Va difondre les novetats sobre Marvel a tots els diaris, programes de ràdio i campus universitaris que podia trobar. El problema és que gairebé sempre semblava reclamar la major part del mèrit per l'èxit de Marvel per ell mateix. Durant anys, fora de la indústria del còmic, les afirmacions de Stan eren acceptades.
Per exemple, una vegada i una altra, quan els entrevistadors els demanaven que expliquessin per què Steve Ditko havia deixat inexplicablement The Amazing Spider-Man i Marvel al més alt de la màgica carrera de Ditko-Lee, o per què la seva relació amb Jack Kirby es va trencar, Lee va alterar la realitat per adaptar-la les seves propis interessos. Era com si no pogués afrontar la seva pròpia culpabilitat, de manera que va inventar els seus propis escenaris. "Ditko mai no em va dir per què estava molest", va dir Lee. "Fins avui no tinc ni idea del que he fet perquè se n'anès", va dir Lee.
Amb Kirby, Lee va ser més magnànim i va reconèixer les contribucions de Jack a títols com Fantastic Four i The Mighty Thor. A True Believer, l'autor fins i tot fa referència a una entrevista de 1965 (a les pàgines 100-101) increïblement reveladora en què Stan admet que Kirby va contribuir almenys tant com ell a les històries:
| « | (anglès) He's so good at plots, I'm sure he's a thousand times better than I. He just about makes up the plots for these stories. All I do is a little editing... I may tell him that he's gone too far in one direction or another. Of course, occasionally I'll give him a plot, but we're practically both the writers on the things. | (català) És tan bo en les trames, estic segur que és mil vegades millor que jo. Pràcticament fa les trames d'aquestes històries. Tot el que faig és una mica d'edició ... Li puc dir que ha anat massa lluny en una direcció o una altra. Per descomptat, de tant en tant li donaré una trama, però pràcticament tots dos som els escriptors. | » |

A banda de polèmiques, el baby boom de la segona postguerra mundial va proveir els còmics de Lee d'un massiu públic adolescent que va connectar amb els seus personatges.
El 1971 molts historiadors consideren que Lee va canviar el Comics Code de facto. El departament de Salut, Educació i Benestar del Govern dels EUA li va demanar que fes una història sobre els perills de les drogues, i Lee va fer una història en tres parts on el millor amic de Peter Parker, l'àlter ego de Spiderman, es feia addicte a les pastilles. La història havia de sortir als números 96 a 98 de la revista Amazing Spider-Man, però l'autoritat responsable del Comics Code (la Comics Code Authority, CCA) la va refusar perquè hi sortia el consum de drogues, considerant irrellevant el context de la història. Lee, amb el consentiment del seu cap, va publicar el còmic sense el segell de la CCA. Els còmics es van vendre bé i van guanyar premis per la seva tasca de conscienciació social, i la CCA va acabar per relaxar el Comics Code per permetre, entre altres coses, l'aparició de les drogues en contexts en què se les presentés com a negatives.
A més, Lee va defensar l'ús del còmic com a eina de denúncia social, apareixent en les seves obres sovint denúncies del racisme i l'homofòbia. I, a diferència d'altres editorials adreçades al públic juvenil, Lee va incorporar un lèxic més sofisticat als seus diàlegs. En referència a això, el mateix Lee ha arribat a dir: "If a kid has to go to a dictionary, that's not the worst thing that could happen" ("Si un noi ha d'utilitzar el diccionari, no és el pitjor que podria passar").

### Després de la revolució
Als anys 70 Stan Lee va esdevenir la cara visible de la Marvel i, de mica en mica, tota una icona popular. Va participar en convencions de còmic per tota la geografia dels EUA i va donar conferències en diferents universitats. El 1981 va mudar-se a Califòrnia per desenvolupar les adaptacions a cinema i televisió dels personatges Marvel. Allà va conèixer l'advocat Peter Paul, que va aconseguir un contracte de no exclusivitat amb la Marvel per primera vegada en la vida de Lee, gràcies a la qual cosa ha pogut desenvolupar des del 1998 un nou projecte de superherois, ara a Internet, sota el nom de Stan Lee Media.
Malauradament, l'any 2000 es va descobrir un frau per part de Peter Paul i un directiu, Stephan Gordon, i l'any següent l'empresa va fer fallida i gairebé va desaparèixer. Paul va fugir al Brasil, d'on va ser extradit, jutjat i condemnat. Lee, però, mai va ser implicat en l'afer.
Al nou mil·lenni, Lee ha treballat per la gran rival de la Marvel, la DC Comics, traient la línia Just Imagine..., en la qual va repensar els grans herois d'aquesta editorial, com ara Superman, Batman o Wonder Woman.
L'any 2005 va guanyar un plet contra la Marvel Comics pels drets de les adaptacions al cinema dels seus personatges. Això no obstant, la seva relació amb la "casa de les idees" no es va deteriorar, i l'any següent van commemorar junts el seu 65è aniversari traient una línia de còmics en què el mateix Lee interaccionava com a personatge amb les seves creacions. Però un nou plet sobre es drets dels personatges va sorgir, i el 2007 la Stan Lee Media va aconseguir guanyar la co-propietat dels personatges i una indemnització de 5 bilions de dòlars.
Després de la mort de la seua muller i del seu advocat de sempre, Arthur Lieberman, Lee es trobà enmig d'una sèrie de polèmiques: en febrer de 2018 la seua filla pobila, J.C. Lee, amb la qual havien discutit tota la vida per mor de la seua irresponsabilitat, assumí el control financer i legal del patrimoni de son pare; l'abril de 2018 assistí a una convenció a Silicon Valley en la qual s'hagué de retratar amb els fans, però li costava estar despert o fins i tot respirar.

## Obra

### Llibres
- Lee, Stan. Marvel Entertainment Group. Origins of Marvel Comics (en anglès), 1974. ISBN 978-0-7851-0551-0.
- Lee, Stan; Mair, George. Simon & Schuster. Excelsior!: The Amazing Life of Stan Lee (en anglès), 2002. ISBN 978-0-7432-2800-8.
- Lee, Stan; David, Peter. Simon & Schuster. Amazing, Fantastic, Incredible: A Marvelous Memoir (en anglès), 2015. ISBN 1501107771.

### Cómics

#### Marvel Comics
- The Amazing Spider-Man (comic book) #1–100, 105–110, 116–118, 200, 400, Annual #1–5, 18 (1962–84); #634–645 (2010–11)
- The Amazing Spider-Man, tira còmica (1977–2018)[14]
- The Avengers #1–35 (1963–66)
- Capità Amèrica#Captain America vol.1 #100–141 (1968–71) (continuació de Tales of Suspense #99)
- Daredevil #1–9, 11–50, 53, Annual #1 (1964–69)
- Daredevil, vol. 2, #20 (2001)
- Epic Illustrated #1 (Silver Surfer) (1980)
- Fantastic Four #1–114, 120–125, Annual #1–6 (1961–72); #296 (1986)
- The Incredible Hulk #1–6 (1962-1963)
- The Incredible Hulk, vol. 2, #108–120 (1968–69) (continuació de Tales to Astonish #59)
- Journey into Mystery argumentista #83–96 (1962–63), escriptor #97–125, Annual #1 (1963–66) (continua a Thor #126)
- Kissnation #1 (1996)
- Nightcat #1 (1991)
- Ravage 2099 #1–7 (1992–93)
- Savage She-Hulk #1 (1980)
- Savage Tales #1 (1971)
- Sgt. Fury and his Howling Commandos #1–28, Annual #1 (1963–66)
- Silver Surfer #1–18 (1968–70)
- Silver Surfer, vol. 2, #1 (1982)
- Silver Surfer: Judgment Day (1988) ISBN 978-0-87135-427-3
- Silver Surfer: Parable #1–2 (1988–89)
- Silver Surfer: The Enslavers (1990) ISBN 978-0-87135-617-8
- Solarman #1–2 (1989–90)
- The Spectacular Spider-Man (magazine) #1–2 (1968)
- The Spectacular Spider-Man Annual #10 (1990)
- Strange Tales (diverses històries): #9, 11, 74, 89, 90–100 (1951–62); (Human Torch): #101–109, 112–133, Annual #2; (Doctor Strange): #110–111, 115–142, 151–158 (1962–67); (Nick Fury, Agent of S.H.I.E.L.D.: #135–147, 150–152 (1965–67)
- Tales to Astonish (diverses històries): #1, 6, 12–13, 15–17, 24–33 (1956–62); Ant-Man/Giant Man: #35–69 (1962–65) (Hulk: #59–101 (1964–1968); Sub-Mariner: #70–101 (1965–68)
- Tales of Suspense (diverses històries):#7, 9, 16, 22, 27, 29–30 (1959–62); (Iron Man): argumentista #39–46 (1963), escriptor #47–98 (1963–68) (Captain America): #58–86, 88–99 (1964–68)
- Thor (vol.1) #126–192, 200, Annual #2 (1966–72), 385 (1987)
- Web of Spider-Man Annual #6 (1990)
- What If (Fantastic Four) #200 (2011)
- The X-Men #1–19 (1963–66)

#### DC Comics
- Detective Comics #600 (1989, text)
- Just Imagine creacions de Stan Lee:
  - Aquaman (amb Scott McDaniel) (2002)
  - Batman (amb Joe Kubert) (2001)
  - Catwoman (amb Chris Bachalo) (2002)
  - Crisis (amb John Cassaday) (2002)
  - Flash (amb Kevin Maguire) (2002)
  - Green Lantern (amb Dave Gibbons) (2001)
  - JLA (amb Jerry Ordway) (2002)
  - Robin (amb John Byrne) (2001)
  - Sandman (amb Walt Simonson) (2002)
  - Secret Files and Origins (2002)
  - Shazam! (amb Gary Frank) (2001)
  - Superman (amb John Buscema) (2001)
  - Wonder Woman (amb Jim Lee) (2001)

### Altres
- Heroman
- How to Draw Comics the Marvel Way
- Karakuri Dôji Ultimo

## En altres mitjans

### Cinema i televisió
En cadascuna de les pel·lícules que es van fer de Marvel, Stan sempre va actuar com a productor executiu fins i tot quan no hi feia un dels seus famosos cameos.

#### Cameos a pel·lícules de Marvel
Amb l'excepció de X-Men 2, X-Men Origins: Wolverine, X-Men: First Class, The Wolverine, X-Men: Days of Futur Past i  Fantastic Four (2015), Stan Lee va aparèixer en cadascuna de les pel·lícules de Marvel basades en personatges en els quals hagués participat de la creació i en altres posteriors a la seva època com a autor:
| Pel·lícula                                            | Director                | Any  | Cameo |
| ----------------------------------------------------- | ----------------------- | ---- | --- |
| The Trial of the Incredible Hulk (sèrie de televisió) | Bill Bixby              | 1989 | És la primera aparició de Lee en pel·lículas de Marvel o projectes de televisió, actuant com a membre del jurat al judici del Dr. David Bruce Banner. |
| X-Men                                                 | Bryan Singer            | 2000 | Apareix com venedor de salsitxes quan el Senador Kelly es materialitza en el mar després d'escapar-se de Magneto. |
| Spider-Man                                            | Sam Raimi               | 2002 | Durant la primera batalla entre Spider-Man i el Green Goblin, apareix salvant una nena petita d'unes ruïnes candents. A les escenes esborrades del DVD, Lee interpreta un venedor ambulant que intenta vendre a Peter Parker unes ulleres de sol.                                               |
| Daredevil                                             | Mark Steven Johnson     | 2003 | Matt Murdock, deté Lee abans de creuar el carrer, evitant que sigui atropellat. |
| Hulk                                                  | Ang Lee                 | 2003 | Se'l veu caminant en una escena al costat de Lou Ferrigno, com a guàrdies de seguretat del laboratori on treballa Bruce Banner. |
| Spider-Man 2                                          | Sam Raimi               | 2004 | Lee novament salva a un innocent d'un perill, durant la primera batalla de Spider-Man amb el Doctor Octopus, quan cau a terra un tros de paret. |
| Fantastic Four                                        | Tim Story               | 2005 | Apareix per primera vegada com un personatge de còmic, Willie Lumpkin, el carter, que saluda a Els Quatre Fantàstics quan entren a l'ascensor de l'Edifici Baxter. |
| Man-Thing                                             | Brett Leonard           | 2005 | Es veu una fotografia de Lee en un panell de persones desaparegudes. |
| X-Men: La decisió final                               | Brett Ratner            | 2006 | Lee y Chris Claremont apareixen com dos dels veïns de Jean Grey a un flashback de 20 anys enrere. Lee, està regant la gespa quan Jean telequinèticament eleva l'aigua de la mànega. |
| Els Quatre Fantàstics i Silver Surfer                 | Tim Story               | 2007 | Lee apareix volent entrar a la primera boda dient que es Stan Lee, però el guàrdia no se'l creu. |
| Spider-Man 3                                          | Sam Raimi               | 2007 | Lee apareix parlant amb Peter Parker quan s'assabenta que la clau de la ciutat li serà atorgada a Spiderman. Lee s'atura al costat de Peter Parker i li diu: "Saps?, crec que una persona pot marcar la diferència". Ell llavors, diu la seva coneguda frase "'Nuff said'" (No se'n parli més). |
| Iron Man                                              | Jon Favreau             | 2008 | Tony Stark saluda a Hugh Hefner, personificat per Stan Lee, vestint amb la clàssica bata y envoltat per tres noies rosses. |
| L'increïble Hulk                                      | Louis Leterrier         | 2008 | Apareix obrint un refrigerador del qual treu l'ampolla de refresc en què va caure la sang de Bruce Banner. |
| Iron Man 2                                            | Jon Favreau             | 2010 | Personificant a Larry King, famós periodista nord-americà, a qui Tony saluda en sortir de l'ExpoStark. |
| Thor                                                  | Kenneth Branagh         | 2011 | Apareix al volant en una camioneta intentant arrencar el martell Mjölnir de la roca on està incrustat, sense aconseguir-ho. |
| Captain America: The First Avenger                    | Joe Johnston            | 2011 | Interpreta al general George Marshall, assegut entre el públic, esperant el premi del Capità Amèrica i diu: "Creia que era més alt". |
| The Avengers                                          | Joss Whedon             | 2012 | Després de la baralla final, apareix com un supervivent sent entrevistat per televisió a on diu: "¿Superherois a Nova York? Si us plau". En les escenes eliminades parla amb Steve Rogers dient que convidi a sortir a la cambrera que surt en la pel·lícula.                                   |
| The Amazing Spider-Man                                | Marc Webb               | 2012 | Interpreta un senyor que treballa netejant la biblioteca de l'escola secundària en la qual Spiderman i el Llangardaix s'estan barallant mentre escolta música amb els seus auriculars sense adonar-se dels successos.                                                                           |
| Iron Man 3                                            | Shane Black             | 2013 | Apareix com a jutge a un concurs de TV en el qual li dona un "10" a una concursant. |
| Thor: The Dark World                                  | Alan Taylor             | 2013 | Interpreta un ancià en una institució psiquiàtrica que li demana al professor Erik Selvig que li retorni la seva sabata. |
| Captain America: The Winter Soldier                   | Germans Russo           | 2014 | Interpreta un cuidador nocturn del museu del Capità Amèrica que nota que han robat el seu vestit original dient "M'acomiadaran per això". |
| The Amazing Spider-Man 2: Rise of Electro             | Marc Webb               | 2014 | Interpreta (aparentment) al mateix senyor que a la primera part, però aquesta vegada vestit de gala durant la cerimònia de graduació de la generació de Peter Parker, on assegura conèixer d'alguna manera a Peter.                                                                             |
| Guardians of the Galaxy                               | James Gunn              | 2014 | Al planeta Xandar, Rocket Raccoon el veu a través d'un dispositiu d'escaneig, interpretant a un senyor que té una conversa amb una dona molt més jove que ell. |
| Big Hero 6                                            | Don Hall Chris Williams | 2014 | Interpreta al pare de Fred i es revela que és un superheroi retirat a l'escena post-crèdits. |
| Avengers: Age of Ultron                               | Joss Whedon             | 2015 | Apareix com un veterà de guerra present en la celebració realitzada a la torre dels Venjadors. Thor comparteix la seva beguda amb ell. A la següent escena Lee és portat ebri i diu una altra expressió característica seva: "Excelsior!".                                                      |
| Ant-Man                                               | Peyton Reed             | 2015 | Apareix com el bàrman en la narració d'esdeveniments en l'última escena de la pel·lícula, on s'explica que Falcon es troba buscant a Ant-Man per als Avengers. |
| Deadpool                                              | Tim Miller              | 2016 | Apareix com l'amo del club nudista on treballava la núvia de Wade Wilson, Vanessa. |
| Captain America: Civil War                            | Germans Russo           | 2016 | Apareix gairebé al final, lliurant un paquet de FedEx a Tony Stark |
| X-Men: Apocalypse                                     | Bryan Singer            | 2016 | Apareix sorprès quan els míssils de tots els països es disparen a l'espai exterior. L'interessant d'aquest cameo és que ho fa amb la seva esposa Joan. |
| Doctor Strange                                        | Scott Derrickson        | 2016 | Quan Doctor Strange i el Baró Mordo xoquen contra un autobús, ell apareix dins d'aquest llegint un llibre i rient, dient: "Això és molt graciós". |
| Guardians of the Galaxy Vol. 2                        | James Gunn              | 2017 | Vestit d'astronauta, parlant amb tres Watchers. |
| Spider-Man: Homecoming                                | Jon Watts               | 2017 | Interpreta a un dels veïns de Spiderman, intentant detenir un home per, suposadament, robar un cotxe. |
| Thor: Ragnarok                                        | Taika Waititi           | 2017 | Apareix com la persona que li talla els cabells a Thor. |
| Black Panther                                         | Ryan Coogler            | 2018 | Apareix al casino quan T'Challa va a Corea del Sur. |
| Avengers: Infinity War                                | Germans Russo           | 2018 | Apareix com a conductor d'un autobús escolar en què viatja Peter Parker i la seva classe. |
| Ant-Man and the Wasp                                  | Peyton Reed             | 2018 | Quan un dels personatges llança un disc amb partícules Pym al cotxe de Stan Lee fent desaparèixer el vehicle quan anava a entrar, Lee diu "Els any 60 van ser genials, però ara estic pagant les conseqüències".                                                                                |
| Venom                                                 | Ruben Fleischer         | 2018 | A prop del final de la pel·lícula, passejant el seu gos, es dirigeix a Eddie. |
| Captain Marvel                                        | Anna Boden/Ryan Fleck   | 2019 | Durant la persecució al tren, apareix assegut llegint el guió de Mallrats (1995). |

Stan Lee havia filmat un cameo per a la pel·lícula Blade (1988), però va ser suprimit al muntatge final. Interpretava a un policia que descobreix el cos de Quinn al club de vampirs. Independentment, Lee no havia tingut relació amb la creació del personatge Blade.

#### Televisió
- Lee apareix a Marvel's Agents of S.H.I.E.L.D. a l'episodi 13 de la primera temporada, titulat "T.R.A.C.K.S." i emès originalment el 4 de febrer de 2014. En el seu cameo és retratat com un home amable i gran que simula l'elaborada història que Jemma Simmons havia creat.[16]
- Apareix a Marvel's Agent Carter a la temporada 1, a l'episodi 4 titulat "The Blitzkrieg Button", emès originalment el gener de 2015. En el cameo, Lee pregunta a Howard Stark si pot demanar prestat el seu periòdic per llegir la secció d'esports.[17]
- Cameos de Lee cameos en diverses temporades de les sèries de Netflix a través d'une fotografia fixa com a policia de Nova York. A Marvel's Daredevil, Marvel's Jessica Jones, Marvel's Luke Cage, Marvel's Iron Fist, Marvel's The Defenders i Marvel's The Punisher. A Iron Fist, s'explica que ha assumit una identitat com a Capità Irving Forbush.[18] Amb l'excepció de Marvel's Daredevil, Lee no va tenir relació en la creació d'aquests personatges.
  - A la temporada 2 de Marvel's Jessica Jones de Jessica Jones, Irving Forbush es va convertir en un advocat amb menció de "Forbush and Associates".[19]
  - A la temporada 2 de Marvel's Luke Cage, episodi 12, Luke Cage apareix a un cartell on s'hi llegeix "See a crime. Report it!" (Veieu un crim. Informeu-ho!) (Temporada 1 - episodi 12).